# João Evangelista Steiner
João Evangelista Steiner (São Martinho, 1 de março de 1950 — São Martinho, 10 de setembro de 2020) foi um astrofísico brasileiro. Foi professor titular do Instituto de Astronomia, Geofísica e Ciências Atmosféricas da Universidade de São Paulo (IAG-USP). Sua área de trabalho foi a astronomia, com ênfase em astrofísica, variáveis cataclísmicas e núcleos ativos de galáxias (associados a buracos negros de grande massa que podem ter grande luminosidade).

## Biografia
João nasceu na cidade de São Martinho, em Santa Catarina, em 1950. Bisneto de alemães por ambos os lados, era filho de Arno Steiner e Alzira Boeing, sendo a sua mãe descendente remota de William E. Boeing, fundador da notória fabricante de veículos aeroespaciais homônima, e frequentou as escolas primárias de São Martinho e Vargem do Cedro e o segundo grau nos colégios Sagrado Coração de Jesus (Corupá) e São José (Rio Negrinho). Formou-se bacharel em física pela USP (1973), onde também fez o mestrado (1975) e o doutorado (1979), sob orientação de José Antônio de Freitas Pacheco. Realizou o pós-doutorado na Universidade Harvard (1979-1982).
Suas principais linhas de pesquisa foram quasares, núcleos ativos de galáxias e variáveis cataclísmicas. Orientou mais de 20 teses de doutorado e mestrado. Foi membro da Sociedade Astronômica Brasileira (SAB), Sociedade Brasileira para o Progresso da Ciência (SBPC), União Astronômica Internacional, American Astronomical Society, entre outras.
Liderou um grupo de astrônomos brasileiros de várias instituições que realizou um recenseamento de buracos negros nos núcleos das galáxias do grupo local (Projeto DIVING3D). Com este recenseamento, o mais preciso já realizado, pretendeu explicar e quantificar o número de buracos negros existentes, além de quantos deles estão capturando matéria e quantos não. Também foi membro do Conselho Diretor do Observatório Gemini, SOAR e coordenou o esforço brasileiro na participação da construção do telescópio GMT (Telescópio Gigante de Magalhães), que será o maior do mundo quando ficar pronto em 2024.

## Carreira
Fez o pós-doutorado na Universidade Harvard, nos Estados Unidos, e foi contratado pelo Instituto Smithsonian como funcionário público norte-americano.
Coordenou a implantação do Sistema Paulista de Parques Tecnológicos, impulsionou a modernização do Observatório Pico dos Dias, a criação do primeiro Laboratório Nacional de Astrofísica (LNA) e a participação nacional decisiva no consórcio dos observatórios Gemini e Soar, ambos no Chile.
Propôs, em parceria com o astrônomo estadunidense Jules Halpern, que as galáxias chamadas LINERS contêm núcleos ativos e, portanto, buracos negros supermassivos. Com esta proposta, passou-se a entender que a maior parte das galáxias possui um buraco negro no seu núcleo. Propôs também uma classificação de quasares que identificou pela primeira vez um grupo de objetos que hoje são conhecidos como “linhas estreitas da Galáxia Seyfert”; estes objetos estão associados a buracos negros brilhando no seu limite máximo.
Trabalhou durante duas décadas com sistemas binários de Variáveis cataclísmicas nos quais uma anã branca captura matéria de uma estrela de sequência principal, podendo resultar em fusão entre as duas estrelas e gerando uma nova. Juntamente com o ex-aluno Marcos Diaz, identificou uma classe de quatro estrelas com propriedades espectroscópicas e fotométricas semelhantes batizado de "estrelas V Sagittae", composto pelas estrelas V617 Sgr, HD 104994, WX Cen e V Sge, nas quais a produção nuclear de energia ocorre na superfície e não no centro da estrela.
Steiner foi presidente da Sociedade Astronômica Brasileira (SAB), Secretário-Geral da Sociedade Brasileira para o Progresso da Ciência (SBPC), ocupou a Secretaria de Coordenação das Unidades de Pesquisa do Ministério da Ciência, Tecnologia e Inovação (MCTI), Diretor de Ciências Espaciais e Atmosféricas do Instituto Nacional de Pesquisas Espaciais (INPE). Também foi Coordenador de Astrofísica do Institutos Nacionais de Ciência e Tecnologia (INCT), membro do Conselho Diretor do Centro Nacional de Pesquisa em Energia e Materiais (CNEPEM) e ainda dirigiu o Instituto de Estudos Avançados (IEA/USP).

## Morte
João Steiner morreu em 10 de setembro de 2020 em São Martinho, sua cidade natal, em decorrência de um infarto.
Curiosamente, no mesmo ano de sua morte, no 235º encontro da American Astronomical Society, os professores Bradley E. Schaefer, Juhan Frank e Manos Chatzopoulos anunciaram que sua equipe de pesquisadores do Departamento de Física e Astronomia da Universidade do Estado da Luisiana descobriram que o sistema binário V Sagittae irá se fundir em uma nova e temporariamente se tornar o ponto de luz mais luminoso da Via Láctea e a estrela mais brilhante em nosso céu por volta do ano 2083 e posteriormente se transformar em uma gigante vermelha.

## Prêmios e títulos
- 1998 — Ordem Nacional do Mérito Científico - Grau de Comendador.
- 2001 — Ordem do Rio Branco - Grau de Comendador.
- 2005 — Membro eleito da Academia Brasileira de Ciências.
- 2009 — Membro eleito da The World Academy of Sciences (TWAS)
- 2010 — Ordem Nacional do Mérito Científico - Grau de Grã-Cruz.